# Meteorologiåret 1929

## Händelser

### Januari
- Januari-mars - En våg av snö och kyla slår till i Nordeuropa, stora problem för färje- och tågtrafiken [1].
- 1 januari - Wien, Österrike upplever med + 13,2° sin dittills varmaste nyårsdag sedan mätningarna inleddes 1852 [2].

### Februari
- Februari
  - Februari - Tågen i södra Sverige ställs in, snökaos i Malmö. Färjorna Sassnitz-Trelleborg fryser fast i isen. Öland begravs i fem meter höga drivor, Stockholm drabbas av brist på kol och koks, vedinsamling till fattiga. våg av snö och kyla slår till i Nordeuropa, stora problem för färjetrafiken [1].
  - Snödjupsrekord för Lund, Sverige noteras med 49 centimeter [3].
- 3 februari - De danska bälten har fyllts med packis, båtar och fartyg fastfrusna i södra Östersjön [1].
- 3 februari - I Čakovec, Kroatien, Jugoslavien uppmäts temperaturen −35.5 °C (−31.5 °F), vilket blir Kroatiens lägst uppmätta temperatur någonsin [4].
- 11 februari – I Vigľaš-Pstruša i Slovakien, Tjeckoslovakien uppmäts temperaturen −41.0 °C (−41.8 °F), vilket blir Slovakiens lägst uppmätta temperatur någonsin [5].
- 13 februari - Svenska statsisbrytaren har förolyckats och skadat rodret. När alla tre svenska isbrytare är oanvändbara används pansarskeppet Drottning Victoria som isbrytare [1].

### Mars
- Mars - Isen på Östersjön och Kattegatt börjar lätta i slutet av månaden, sovjetiska isbrytaren Lenin befriar handelsfartyg [6].

### April
- April – Med medeltemperaturen -11,4 °C upplever Sihccajavri Norges kallaste aprilmånad någonsin [7].
- 5 april – En tornado dödar sex personer i Minnesota, USA [8].
- 11 april – 5.27 inch regn faller på 24 timmar i Lynd, i Minnesota, USA [8].
- 30 april-1 maj – Sen snö vräcker ner över Dalsland, Sverige under natten, och kommande dag får Bäckefors ett nysnötäcke på 56 centimeter [9].

### Maj
- 1 maj - Socialister och kommunister inställer förstamajdemonstrationerna i Stockholm till följd av ett intensivt snöslask.
- 26 maj – En tornado härjar i Minnesota, USA och orsakar skador på bondgårdarna för 100 000 US-dollar [10].

### Juni
- 25 juni - Det rapporteras att midsommaren 1929 i Sverige förflutit under två dagars stritt regn, kyla och storm. Göteborg och delar av Skåne uppvisar nederbördsrekord.

### Juli
- 8 juli - En våldsam storm förhärjar mellersta Sverige. Dygnets nederbörd är lika stor som en normal månads.

### September
- 25 september – 5.22 inch nederbörd faller över Willmar i Minnesota, USA [11].

### Oktober
- 15 oktober - En orkanliknande storm anställer svåra härjningar i mellersta Sverige, speciellt i Gästrikland.

### December
- December
  - I Nordnorge noteras lokalt genomsnittsvärmerekord för månaden med 6,2 °C över det normala [12].
  - Vid flera mätstationer i Norrland, Sverige noteras den varmaste decembermånaden någonsin [13]. Även på många håll i Svealand är det mycket milt [14].

### Okänt datum
- Nederbörden i Målilla, Sverige börjar mätas [15].

## Födda
- 28 april – André Robert, kanadensisk meteorolog.
- 13 juni – Roman Kintanar, filippinsk meteorolog.

### Fotnoter
1. 1 2 3 4  75 år Sverige, Carl-Adam Nycop, Bokförlaget Bra böcker, 1976, sidan 75 - 1929 - en vargavinter
2. ↑  DMI
3. ↑  SMHI
4. ↑  ”Arkiverade kopian”. Arkiverad från originalet den 5 mars 2009. https://web.archive.org/web/20090305133536/http://www.vjesnik.hr/pdf/2006%5C06%5C03%5C34A34.PDF. Läst 3 februari 2011.
5. ↑  ”:: travel to Slovakia”. Travel-to-slovakia.biz. http://www.travel-to-slovakia.biz/rekord/index.htm. Läst 20 augusti 2010.
6. ↑  75 år Sverige, Carl-Adam Nycop, Bokförlaget Bra böcker, 1976, sidan 74 - Folke Bernadottes amerikanska brud
7. ↑  MET
8. 1 2  ”Arkiverade kopian”. Arkiverad från originalet den 16 juli 2010. https://web.archive.org/web/20100716104244/http://www.climate.umn.edu/pdf/day_in_weather_history/april_wx_history.pdf. Läst 16 februari 2011.
9. ↑  SMHI
10. ↑  ”Arkiverade kopian”. Arkiverad från originalet den 16 juli 2010. https://web.archive.org/web/20100716103814/http://www.climate.umn.edu/pdf/day_in_weather_history/may_wx_history.pdf. Läst 16 februari 2011.
11. ↑  ”Arkiverade kopian”. Arkiverad från originalet den 26 juli 2010. https://web.archive.org/web/20100726102501/http://www.climate.umn.edu/pdf/day_in_weather_history/september_wx_history.pdf. Läst 16 februari 2011.
12. ↑  MET
13. ↑  SMHI
14. ↑  SMHI
15. ↑  SMHI